# Рождаемость
Рожда́емость — демографический параметр, обычно определяемый как количество рождений за определённый период на 1000 жителей.

## Рождаемость и фертильность
| 7—8 детей 6—7 детей | 5—6 детей 4—5 детей | 3—4 детей 2—3 детей | 1—2 детей 0—1 детей |

Следует различать рождаемость и фертильность — среднее количество детей, рождённых женщиной за жизнь, с учётом средних показателей для женщин всех возрастов. Например, если в обществе (стране) высока доля женщин, рожающих своего первого ребёнка, то будет наблюдаться высокая рождаемость. Однако, если этот ребёнок так и останется единственным, то фертильность может так и остаться на низком уровне, в том числе и ниже уровня замещения поколений.

## Мировые тенденции рождаемости
- В сельских поселениях рождаемость выше, чем в городах.[источник не указан 732 дня]
- Высокий средний возраст первого рождения (в странах Западной Европы — от 30 лет и старше)[источник не указан 732 дня]. Например, в Италии средний возраст рождения первого ребёнка 33 года.[2]

По наблюдениям 1995—2006 годов среди 171 стран и территорий СКР колебался от 0,85 в Макао в 2004 году до 7,3 в Конго в 1995 году. По данным 2006 года среди 206 стран и территорий мира (данные по Монако отсутствуют) СКР колебался от 0,8 в Макао до 8,0 в Нигере, а медианное значение составляло 2,6.

## Рождаемость в традиционных обществах
| Страна                                         | годы      | Суммарный коэффициент рождаемости | Средняя продолжительность жизни женщин в годах |
| ---------------------------------------------- | --------- | --------------------------------- | ---------------------------------------------- |
| Россия (европейская часть)                     | 1896-1897 | 7,06                              | 33,4                                           |
| Украина (В составе России)                     | 1896-1897 | 7,50                              | 36,9                                           |
| Болгария                                       | 1901-1905 | 6,57                              | 40,3 (1899—1902)                               |
| Алжир                                          | 1954      | 6,29                              | 35 (1948 год)                                  |
| Верхняя Вольта                                 | 1960-1961 | 5,92                              | 31,1 (1960 год)                                |
| Габон                                          | 1960-1961 | 4,15                              | 45                                             |
| Гвинея                                         | 1954-1955 | 6,98                              | 28 (1955)                                      |
| Дагомея                                        | 1961      | 6,86                              | 37,6                                           |
| Египет                                         | 1947      | 5,68                              | 47,0 (1946—1949)                               |
| Египет                                         | 1960      | 6,14                              | 53,8                                           |
| Камерун                                        | 1964-1965 | 5,42                              | 37,2                                           |
| Конго                                          | 1960-1961 | 5,09                              | 37                                             |
| Кувейт                                         | 1965      | 6,88                              | 53,8 (1960)                                    |
| Марокко                                        | 1962      | 6,91                              | 49,6 (1960)                                    |
| Нигер                                          | 1960      | 7,20                              | 37,1 (1959—1960)                               |
| Сенегал                                        | 1961      | 5,37                              | 37 (1957)                                      |
| Сингапур                                       | 1957      | 6,56                              | 66,5                                           |
| Тунис                                          | 1965      | 6,99                              | 51,7 (1965—1970)                               |
| Центральноафриканская республика               | 1959-1960 | 4,62                              | 36                                             |
| Чад                                            | 1963-1964 | 4,74                              | 31                                             |
| Южноафриканская республика (цветное население) | 1961      | 6,41                              | 54,3 (1959—1961)                               |
| Япония                                         | 1925      | 5,34                              | 43,2 (1921—1925)                               |
| Гипотетический максимум по Ф. Лоримеру         |           | 7,45                              |                                                |

Исходя из этих данных Анатолий Вишневский оценивает рождаемость в традиционных обществах от 4 500 до 7 500 рождений на 1 000 женщин (то есть суммарный коэффициент рождаемости от 4,5 до 7,5), однако по его мнению конкретная рождаемость зависела в первую очередь от продолжительности жизни. Судя по имеющимся данным в конце 19 века на Украине была одна из самых высоких наблюдавшихся в истории уровней рождаемости, близкая к гипотетическому максимуму по Ф. Лоримеру. Согласно исследованиям конца 1950-х годов в Африке итоговое число детей, рожденных женщинами за весь детородный возраст, колебалось от 3 в Камеруне до 6,4 в одном из районов Берега Слоновой Кости, из чего Анатолий Вишневский делает вывод, что в большинстве традиционных обществ рождаемость находилась в диапазоне от 4 до 6 детей на среднюю женщину при условии дожития её до конца репродуктивного возраста.
При отсутствии регулирования рождаемости Э. Коул считает максимально возможной рождаемость в 12,44 — брачную рождаемость гуттеритов для заключенных в 1920-е годы браков. При отсутствии регулирования рождаемости минимально возможной рождаемостью для 1970-х годов В. А. Борисов считает 7,95 рождений на одну женщину репродуктивного возраста.
Средний размер семей у индейцев Северной Америки до контактов с европейцами и завоза заразных болезней оценивается в 7,5 человек. У Pamah Навахо юго-запада США рождаемость оценивается в 6,5 детей на среднюю женщину в 1844—1894 годах, а у Сиукс-Оджимба на северных равнинах оценивается в 5,9 детей на женщину после окончания репродуктивного возраста в 1890 году. Согласно исследованию 1894 года по выборке из 577 чистокровных индейских женщин старше 40 лет было в среднем по 5,9 детей на одну женщину, а по выборке из 141 женщин-полукровок старше 40 лет было в среднем 7,9 детей на одну женщину. Рождаемость в традиционных мезоамериканских обществах оценивается в 55-70 рождений на тысячу населения или 8,8 детей на одну женщину, ожидаемая продолжительность жизни при рождении в 15-20 лет и скорость роста в 0,5 % за год. Такая высокая рождаемость сохранялась длительное время. Уже в 19 веке рождаемость составляла 8,5 детей на женщину в Чиапасе и Мехико, а в 1990 году не посещавшие школу мексиканские женщины имели в среднем по 7,5 детей. У Аймара Чили рождаемость оценивалась в 6,9 детей на среднюю женщину старше 45 лет в 1965—1966 годах, у Чёрных карибов в 5,4 детей на среднюю женщину в 1954—1955 годах, у Каинганг Бразилии в 6,1 детей на среднюю женщину старше 45 лет в 1958 году, у Мартинигуэ в 5,4 детей на среднюю женщину в период 1914—1928 годы, у Терена Бразилии в 5,5 детей на среднюю женщину в 1955—1960 годах, а у Яномамо Венесуэлы в 8,2 детей на среднюю женщину в 1964—1972 годах.
Франция: Буле-Мозель 7,2 детей на брак в 1780 году, Крюле в Нормандии 5,6 детей на брак в 1674—1742 годах, Соттевиль в Нормандии 6,9 детей на брак в 1760—1790 годах, Тезель Сен-Сернен (fr:Saint-Cernin (Lot)) в Керси 3,7 детей на брак в 1700—1791 годах, Турувр в Перше 6,0 детей на брак 1665—1714 годах, северо-западная Франция 6,5 детей на брак в 1670—1769 годах, юго-западная Франция рождаемость 5,9 детей на брак в 1720—1769 годах. Рождаемость Великобритании по данным 14 приходов — 5,5 детей на брак в 1600—1799 годах. В Германии и Швейцарии: Анхаузен 7,5 детей на брак в 1692—1799 годах, Бавария 7,6 детей на брак перед 1850 годом, Восточная Фризия — 5,8 детей на брак перед 1850 годом, Гессен — 6,4 детей на брак перед 1850 годом, буржуазия Женевы — 5,7 детей на женщину в период около 1600 года, 7,2 детей на женщину в период 1600—1649 годов. Скандинавия: саамы 5,0 детей на женщину в 1791—1890 годах, Норвегия 6,3 детей на женщину в 1871—1875 году, балтийские провинции Швеции рождаемость 4,9 детей на женщину в 1841—1900 годах.
Европейские мигранты: амиши 6,3 детей на женщину в период 1900—1920 году, провинция Квебек в Канаде 8,0 детей на брак в 1700—1730 годах, гуттериты 7,5 детей на брак перед 1921 годом и 9,8 детей на брак в период 1921—1930 году, мормоны 7,6 детей на брак в 1820—1845 году и 8,2 детей на брак в 1846—1880 году, европейские тунисцы (преимущественно благородного происхождения) 7,0 детей на брак в 1640—1859 году.
Рождаемость аборигенов штата Виктория в 1970 году составляла 6,5 детей на одну женщину, аборигены Тиви в северной Австралии имели рождаемость по 5,0 детей на одну женщину в 1960 году. Асмат в Ириан-Джая имели 7,0 детей на женщину старше 40 лет в 1972 году, Энга в высокогорьях Новой Гвинеи имели по 5,6 детей на женщину старше 40 лет в 1966 году, Фак-Фак в Ириан-Джая имели по 7,0 детей на женщину в 1959 году, Gainj в высокогорьях Новой Гвинеи имели по 4,3 детей на женщину старше 40 лет в 1977—1978 году, Karkar на острове Новая Гвинея имели по 6,3 детей на женщину старше 40 лет в 1968—1969 году, Lufa в высокогорьях Новой Гвинеи имели по 4,6 детей на женщину старше 40 лет в 1968—1969 году, Макин на островах Гилберта имели по 6,4 детей на женщину старше 40 лет в 1971 году, Maring в высокогорьях Новой Гвинеи имели по 4,7 детей на женщину в 1966—1976 году, Moejoe в Ириан-Джая имели по 4,6 детей на женщину в 1959 году, Ninbooram в Ириан-Джая имели по 7,3 детей на женщину в 1959 году, Noemfoor в Ириан-Джая имели по 7,4 детей на женщину в 1959 году, Ontong Java на Соломоновых островах имели по 6,3 детей на вышедших из репродуктивного возраста женщин в 1972 году, Schonten в Ириан-Джая имели по 7,8 детей на женщину в 1959 году, Waropen в Ириан-Джая имели по 6,4 детей на женщину в 1959 году.
Рождаемость в Фута-Джаллон Гвинеи оценивается в 4,7 детей на среднюю женщину в 1954—1955 году, в Dobe Kung Ботсваны в 4,6 детей на среднюю женщину старше 45 лет в 1967—1969 году, у Нгбака в Центрально-африканской республике в 5,5 детей на женщину в 1957 году, в Sine‑Saloum Сенегала в 6,7 детей на женщину в 1963—1965 годах, а в Yao Ньясаленда в 4,9 детей на среднюю женщину в 1946—1947 годах. Рождаемость инуитов Аляски составляла 6,9 детей на среднюю женщину старше 45 лет в 1960 году, а эскимосов Туле в Гренландии по 3,5 ребёнка на среднюю женщину после окончания репродуктивного возраста в 1950 году.
Рождаемость мормонов оценивается в 7,6 детей на средний брак в 1820—1845 годах и в 8,2 ребёнка на средний брак в 1846—1880 годах. Рождаемость амишей оценивается в 6,3 детей на среднюю женщину в период 1900—1920 годы. Рождаемость в Канаде (преимущественно в Квебеке) оценивается в 8,0 детей на среднюю женщину в период 1700—1730 годы.
6 деревень в районе Бомбея рождаемость 5,3 детей на женщину в 1954—1955 году. Bhoksa в Уттар-Прадеш рождаемость 6,3 детей на женщину в 1975 году. Chamarc в Пенджабе рождаемость 5,5 детей на женщину в 1900—1914 годах. Dhurwa в Бастаре рождаемость 5,2 детей на женщину в 1965—1970 годах. Деревни Хинди в Бенгалии рождаемость 4,7 детей на женщину в 1945—1946 годах. Иранские деревни рождаемость 5,7 детей на женщину в 1940—1950 годах. Khanna в Пенджабе рождаемость 7,5 детей на женщину в 1960—1965 годах. Kota в Керале рождаемость 3,7 детей на женщину в 1966—1968 году. Matlab Thana в Бангладеш рождаемость 6,1 детей на женщину в 1970 году. Nasik в Кобала Индии рождаемость 6,1 детей на женщину в 1950 году. Южная Pahira Восточной Индии рождаемость 5,6 детей на женщину в 1963—1966 годах. Dusun в Борнео рождаемость 5,0 детей на женщину в 1950 году. Semai Senoi в Малайзии рождаемость 5,7 детей на женщину в 1968—1969 году. Уезд Юньлинь на Тайване рождаемость 5,3 детей на женщину в 1900 году.

## Спад рождаемости
| Годы      | КР     | Годы      | КР     |
| --------- | ------ | --------- | ------ |
| 1950—1955 | 36.937 | 2000—2005 | 21.017 |
| 1955—1960 | 35.425 | 2005—2010 | 20.34  |
| 1960—1965 | 35.228 | 2010—2015 | 19.468 |
| 1965—1970 | 34.011 | 2015—2020 | 18.486 |
| 1970—1975 | 31.471 | 2020—2025 | 17.464 |
| 1975—1980 | 28.49  | 2025—2030 | 16.64  |
| 1980—1985 | 27.746 | 2030—2035 | 16.015 |
| 1985—1990 | 27.376 | 2035—2040 | 15.504 |
| 1990—1995 | 24.171 | 2040—2045 | 15.066 |
| 1995—2000 | 22.211 | 2045—2050 | 14.634 |

Мир находится в общемировом демографическом тренде глобального старения населения Земли (кроме Африки южнее Сахары) и вызванного им уже в ряде стран, как развитых так и развивающихся, демографического кризиса. Сокращение рождаемости — это общая тенденция глобального демографического перехода населения Земли.
Вместе с тем, странам Северо-Западной Европы удалось за последние 20 лет добиться стабилизации уровня рождаемости, но все равно суммарный коэффициент рождаемости в этих странах остается ниже 2,1 ребёнка на женщину, необходимого для простого замещения поколений.
Некоторые исследователи обращают внимание на то, что ни в одной стране мира не удалось экономическими мерами добиться стабильного роста или хотя бы поддержания рождаемости в течение длительного периода (более 20 лет). Данные социальных опросов показывают, что репродуктивное поведение мало зависит от материальных факторов и больше ориентировано на внутренние репродуктивные установки, культивируемые обществом.

## Прогнозы ООН
Согласно данным прогноза ООН 2019 года, рост населения Земли почти остановится к концу 21 века. Ожидается, что впервые в современной истории население мира практически прекратит расти к концу этого столетия, в значительной степени из-за падения мировых показателей рождаемости. Прогнозируется, что к 2100 году население мира достигнет приблизительно 10,9 миллиарда человек, а ежегодный прирост составит менее 0,1 % — резкое снижение по сравнению с нынешними темпами. В период с 1950 года по сегодняшний день население мира увеличивалось от 1 % до 2 % каждый год, а число людей выросло с 2,5 миллиардов до более 7,7 миллиарда. Глобальная рождаемость падает по мере старения мира. Согласно данным демографического прогноза ООН 2019 года, к 2050 году средний возраст населения земли составит 36 лет, каждый шестой человек в мире будет старше 65 лет (16 %), по сравнению с 2019 годом, когда средний возраст населения Земли составлял 31 год, и только 1 из 11 человек (9 %) был старше 65 лет. Согласно данным демографического прогноза ООН 2019 года к 2100 году средний возраст населения земли составит 42 года, а общий коэффициент рождаемости составит 1,9 рождения на одну женщину по сравнению с 2,5 на 2019 год. По прогнозам, к 2070 году этот показатель упадёт ниже уровня воспроизводства населения (2,1 рождения на одну женщину). Между 2020 и 2100 годами число людей в возрасте 80 лет и старше увеличится с 146 миллионов до 881 миллиона. Начиная с 2073 года, по прогнозам, будет больше людей в возрасте 65 лет и старше, чем младше 15 лет — в первый раз в истории человечества. Факторами, способствующими увеличению среднего возраста, являются увеличение продолжительности жизни и снижение уровня рождаемости.
Африка — единственный регион мира, в котором, по прогнозам, будет наблюдаться значительный прирост населения до конца этого столетия. Ожидается, что в период с 2020 по 2100 год население Африки увеличится с 1,3 млрд до 4,3 млрд человек. Прогнозы показывают, что этот прирост будет достигнут главным образом в странах Африки к югу от Сахары, численность населения которых к 2100 году, как ожидается, вырастет более, чем в три раза. По прогнозам, в регионах, которые включают США и Канаду (Северная Америка), а также Австралию и Новую Зеландию (Океанию), будет происходить рост населения на протяжении всего столетия, но более медленными темпами, чем в Африке. Прогнозируется, что рост населения Африки будет оставаться сильным в течение всего этого столетия. Ожидается, что численность населения Европы и Латинской Америки к 2100 году сократится. Ожидается, что в 2021 году население Европы достигнет пика в 748 миллионов человек. Ожидается, что регион Латинской Америки и Карибского бассейна превзойдет Европу по численности населения к 2037 году, а в 2058 году достигнет пика в 768 миллионов. Ожидается, что население Азии увеличится с 4,6 млрд в 2020 году до 5,3 млрд в 2055 году, а затем начнет сокращаться. Ожидается, что население Китая достигнет пика в 2031 году, а население Японии и Южной Кореи, как ожидается, сократится после 2020 года. Ожидается, что население Индии будет расти до 2059 года, когда оно достигнет 1,7 миллиарда человек. Между тем Индонезия — самая густонаселенная страна в Юго-Восточной Азии — по прогнозам достигнет своего пика в 2067 году. В регионе Северной Америки ожидается, что миграция из остального мира будет основной движущей силой продолжающегося роста населения. Ожидается, что численность иммигрантов в Соединенных Штатах в ближайшие 80 лет (с 2020 по 2100 год), согласно прогнозам ООН, увеличится на 85 миллионов человек. В Канаде миграция, вероятно, будет ключевым фактором роста, поскольку ожидается, что число смертей в Канаде превысит число рождений.
К 2100 году 5 из 10 крупнейших по населению стран мира, по прогнозам, будут в Африке. По прогнозам, на шесть стран будет приходиться более половины прироста населения мира до конца этого столетия, а пять будут находиться в Африке. Ожидается, что население мира вырастет примерно на 3,1 миллиарда человек в период с 2020 по 2100 год. Более половины этого прироста ожидается в Нигерии, Демократической Республике Конго, Танзании, Эфиопии и Анголе, а также в одной не африканской стране (Пакистан). По прогнозам, к 2100 году пять африканских стран войдут в первую десятку стран мира по населению. Прогнозируется, что к 2027 году Индия превзойдет Китай как самую густонаселенную страну мира. К 2059 году ее население достигнет пика в 1,7 миллиарда человек. Между тем, согласно прогнозам, Нигерия превзойдет США как третью по величине населения страну в мире в 2047 году. Ожидается, что в период с 2020 по 2100 год 90 стран потеряют население. Ожидается, что две трети всех стран и территорий в Европе (32 из 48) потеряют население к 2100 году. В Латинской Америке и Карибском бассейне ожидается сокращение половины населения региона из 50 стран. Напротив, между 1950 и 2020 годами только шесть стран в мире потеряли население, из-за гораздо более высоких показателей рождаемости и относительно более молодого населения в последние десятилетия. Ожидается, что к 2100 году половина детей, рожденных во всем мире, будут рождены в Африке. Африка перегонит Азию по количеству рождённых детей к 2060 году. Половина всех рождённых детей в мире, как ожидается будет в Африке к 2100 году, по сравнению с тремя из десяти всех рождённых детей мира в 2019 году. Ожидается, что в период с 2020 по 2100 год в Нигерии родится 864 миллиона детей, что является самым большим показателем среди африканских стран. По прогнозам, число рождений в Нигерии к 2070 году превысит число рождений в Китае. Между тем, согласно прогнозам, к концу этого столетия в Азии родится примерно треть детей мира, по сравнению с примерно половиной сегодня и с 65 % в период 1965-70 годов.
В 1950 году в регионе Латинской Америки и Карибского бассейна было одно из самых молодых населений мира; к 2100 году ожидается, что в регионе Латинской Америки и Карибского бассейна будет самое старое население из всех регионов мира, что резко контрастирует с XX веком. В 1950 году средний возраст региона составлял всего 20 лет. По прогнозам, к 2100 году эта цифра увеличится более чем в два раза — до 49 лет. Данная закономерность очевидна при взгляде на отдельные страны региона. Например, в 2020 году ожидается, что средний возраст будет в Бразилии (33 года), Аргентине (32 года) и Мексике (29 лет), что будет ниже, чем средний возраст в США (38 лет). Однако к 2100 году население всех этих трёх латиноамериканских стран, согласно прогнозам, будут старше населения США. Средний возраст составит 51 год в Бразилии, 49 лет в Мексике и 47 лет в Аргентине, по сравнению со средним возрастом 45 лет в США. Ожидается, что в Колумбии будет самый сильны рост среднего возраста населения, он вырастет более, чем втрое между 1965 и 2100 годом — с 16 до 52 лет.
Прогнозируется, что в Японии в 2020 году будет самый высокий средний возраст населения среди всех стран мира — 48 лет. Ожидается, что средний возраст Японии продолжит расти, пока не достигнет пика в 55 лет в 2065 году. Ожидается, что он будет ниже в 2100 году (54 года). Ожидается, что к 2100 году страной с самым высоким средним возрастом населения станет Албания со средним возрастом 61 год.

## Прогноз Вашингтонского университета
| 7-8 детей 6-7 детей 5-6 детей 4-5 детей | 3-4 детей 2-3 детей 1-2 детей 0-1 детей |

По данным прогноза Вашингтонского университета опубликованного в медицинском журнале The Lancet 14 июля 2020 года, население мира, достигнет пика в 2064 году и составит около 9,73 миллиарда, а затем снизится до 8,79 миллиарда к 2100 году, что на 2 миллиарда меньше, чем прогноз ООН 2019 года. Разница в цифрах между прогнозами ООН и Вашингтонского университета в значительной степени зависит от уровня рождаемости. Уровень воспроизводства населения (2,1 рождений на одну женщину), необходимого для поддержания численности населения на одном уровне. Прогноз ООН предполагает, что в странах с низкой рождаемостью на сегодняшний момент суммарный коэффициент рождаемости со временем вырастет до 1,8 ребенка на женщину. Однако данные прогноза Вашингтонского университета показывают, что по мере того, как женщины становятся более образованными и получают доступ к услугам в области репродуктивного здоровья, они в среднем предпочитают иметь менее 1,5 детей, что как следствие ускоряет снижение рождаемости и замедляет рост населения, а затем и ускоряет его снижение. Прогнозируется, что глобальный СКР будет неуклонно снижаться с 2,37 в 2017 году до 1,66 в 2100 году, что намного ниже уровня воспроизводства населения (2,1 рождений на одну женщину), необходимого для поддержания численности населения на одном уровне. Даже незначительные изменения СКР приводят к большим различиям в численности населения между странами мира: увеличение СКР всего на 0,1 рождения на женщину эквивалентно увеличению примерно на 500 миллионов человек населения на планете Земля к 2100 году. Страны в которых прогнозируется сильное снижение рождаемости к 2100 году, это в значительной степени страны которые сейчас имеют очень высокую рождаемость, в основном это страны Африки южнее Сахары, где показатели впервые упадут ниже уровня воспроизводства населения — с 4,6 рождений на женщину в 2017 году до 1,7 к 2100 году. В Нигере, где коэффициент фертильности был самым высоким в мире в 2017 году — женщины рожали в среднем 7 детей — прогнозируется, что к 2100 году этот показатель снизится до 1,8.
По прогнозам к 2050 году в 151 стране, а к 2100 году уже в 183 из 195 стран мира, рождаемость упадет ниже уровня воспроизводства населения (2,1 рождения на одну женщину), необходимого для поддержания численности населения на одном уровне. Это означает, что в этих странах население будет сокращаться, если низкая рождаемость не будет компенсироваться иммиграцией. Многие из стран с наиболее быстро снижающимся населением будут находиться в Азии, а также в Центральной и Восточной Европе. Ожидается, что численность населения к 2100 году сократиться как минимум наполовину в 23 странах мира, включая Японию (примерно с 128 миллионов человек в 2017 году до 60 миллионов в 2100 году), Таиланд (с 71 до 35 миллионов), Испанию (с 46 до 23 миллионов), Италию (с 61 до 31 миллиона), Португалию (с 11 до 5 миллионов) и Южную Корею (с 53 до 27 миллионов). Ожидается, что еще в 34 странах произойдет сокращение населения от 25 до 50 %, включая Китай. Население Китая сократится с 1,4 миллиарда человек в 2017 году до 732 миллионов в 2100 году. Тем временем население стран Африки южнее Сахары вырастет втрое с примерно 1,03 миллиарда в 2017 году до 3,07 миллиарда в 2100 году, по мере снижения смертности и увеличения числа женщин, вступающих в репродуктивный возраст. При этом только население одной Нигерии вырастет до 791 миллиона к 2100 году, что сделает её второй по населению страной в мире после Индии, где тогда будет проживать 1,09 миллиарда человек. Население Северной Африки и Ближнего Востока вырастет с 600 миллионов в 2017 году до 978 миллионов в 2100 году. Эти прогнозы предполагают лучшие условия для окружающей среды с меньшим давлением на системы производства продуктов питания и более низкими выбросами углерода, а также значительное увеличение экономически активного населения некоторых частей Африки к югу от Сахары. Однако в большинстве стран мира за пределами Африки будет наблюдаться сокращение рабочей силы и перевернутая пирамида населения, что будет иметь серьезные долгосрочные негативные последствия для их экономик. В прогнозе сделан вывод, что для стран с высоким уровнем доходов и с низкой рождаемостью лучшими решениями для поддержания численности населения и экономического роста будут гибкая иммиграционная политика и социальная поддержка семей, которые хотят детей. Однако перед лицом сокращения численности населения существует реальная опасность того, что некоторые страны могут рассмотреть политику, ограничивающую доступ к услугам в области репродуктивного здоровья, с потенциально разрушительными последствиями. Для сохранения тенденции совершенно необходимо, чтобы свобода самовыражения и права женщин на прерывание и предотвращение беременности. стояли на первом месте в повестке дня каждого правительства в области развития. Системы социальных услуг и здравоохранения необходимо будет перестроить, чтобы приспособить их к работе с гораздо большим количеством пожилых людей.
Согласно прогнозу, по мере снижения рождаемости и увеличения продолжительности жизни во всем мире количество детей в возрасте до 5 лет, по прогнозам, сократится на 41 % с 681 миллиона в 2017 году до 401 миллиона в 2100 году. К тому времени 2,37 миллиарда человек, то есть более четверти мирового населения, будет старше 65 лет и только 1,70 миллиарда человек моложе 20 лет. Число тех, кому за 80 лет, вырастет в шесть раз, с примерно 140 миллионов сегодня до 866 миллионов к концу XXI века. Аналогичным образом, глобальное соотношение людей старше 80 лет на каждого человека в возрасте 15 лет и младше, по прогнозам, вырастет с 0,16 в 2017 году до 1,50 в 2100 году. Кроме того, глобальное соотношение неработающих взрослых к работающим составляло около 0,8 в 2017 году, но, по прогнозам, увеличится до 1,16 в 2100 году, если участие в рабочей силе по возрасту и полу не изменится. Резкое сокращение численности и доли населения трудоспособного возраста также создаст огромные проблемы для многих стран мира. Экономикам стран будет сложнее расти с меньшим количеством рабочих и налогоплательщиков, а также создавать богатство, увеличивать расходы на социальную поддержку и медицинское обслуживание пожилых людей Например, число людей трудоспособного возраста в Китае резко сократиться с 950 миллионов в 2017 году до 357 миллионов в 2100 (сокращение на 62 %). Прогнозируется, что спад в Индии будет менее резким — с 762 до 578 миллионов. Напротив, страны Африки южнее Сахары, вероятно, будут иметь самую молодую и соответственно самую экономически активная рабочую силу на планете Земля. В Нигерии, например, экономически активная рабочая сила увеличится с 86 миллионов в 2017 году до 458 миллионов в 2100 году, что, при правильном управлении, будет способствовать быстрому экономическому росту Нигерии, и повышению уровня жизни его населения.
Эти «тектонические» сдвиги также изменят иерархию с точки зрения экономического влияния. По прогнозу, к 2050 году ВВП Китая превысит ВВП Соединенных Штатов, но к 2100 году он вернется на второе место, так как ожидается, что США вернут себе первое место к 2098 году, если иммиграция продолжит поддерживать рост рабочей силы США. ВВП Индии вырастет и займет третье место, а Франция, Германия, Япония и Великобритания останутся в числе 10 крупнейших экономик мира. По прогнозам, Бразилия опустится в рейтинге с 8-го на 13-е, а Россия — с 10-го на 14-е место. Тем временем Италия и Испания опустятся в рейтинге с 15-го на 25-е и 28-е места соответственно. Индонезия может стать 12-й по величине экономикой в мире, в то время как Нигерия, которая в настоящее время занимает 28-е место, по прогнозам, войдет в первую десятку стран мира по ВВП.
По данным прогноза также предполагается, что сокращение численности населения может быть компенсировано иммиграцией, поскольку страны, которые продвигают либеральную иммиграцию, могут лучше поддерживать размер своего населения и поддерживать экономический рост даже в условиях снижения уровня рождаемости. По данным прогноза, некоторые страны с рождаемостью ниже уровня воспроизводства населения, такие как США, Австралия и Канада, вероятно, сохранят своё экономически активное население трудоспособного возраста за счет чистой иммиграции. Хотя в прогнозе отмечается, что существует значительная неопределенность в отношении этих будущих тенденций. Авторы прогноза отмечают некоторые важные ограничения, в том числе то, что, хотя в исследовании используются наилучшие доступные данные, прогнозы ограничиваются количеством и качеством данных за прошлые эпохи. Они также отмечают, что прошлые тенденции не всегда позволяют предсказать, что произойдет в будущем, и что некоторые факторы, не включенные в модель, могут изменить темпы рождаемости, смертности или миграции. Например, пандемия COVID-19 затронула местные и национальные системы здравоохранения по всему миру и вызвала множество смертей. Однако авторы прогноза полагают, что увеличение количества смертей, вызванных пандемией, вряд ли существенно повлияет на долгосрочные тенденции прогнозирования численности населения мира. В конечном итоге, если прогноз окажется хотя бы наполовину точным, миграция со временем станет необходимостью для всех стран мира, а не вариантом. Так, как распределение населения трудоспособного возраста будет иметь решающее значение для того, будет ли человечество процветать или увядать.

## Рождаемость и религия
Проведенные исследования показали, что в среднем рождаемость среди верующего населения выше, чем среди атеистов. Однако данная зависимость неоднородна по регионам: если в странах западной, северной и южной Европы фактор религиозности оказывает существенное влияние на среднее число детей в семье, то в странах восточной Европы исследования показали скорее отсутствие зависимости между религиозностью и рождаемостью. В России согласно исследованиям Т. М. Малева и О. В. Синявской в рамках проекта РиДМиЖ (GGS) самый высокий уровень рождаемости у исповедующих ислам этнических групп, тогда как в других религиях рождаемость находится на одинаково низком уровне и нет существенной разницы между рождаемостью верующих и неверующих.